# Ledečské panství

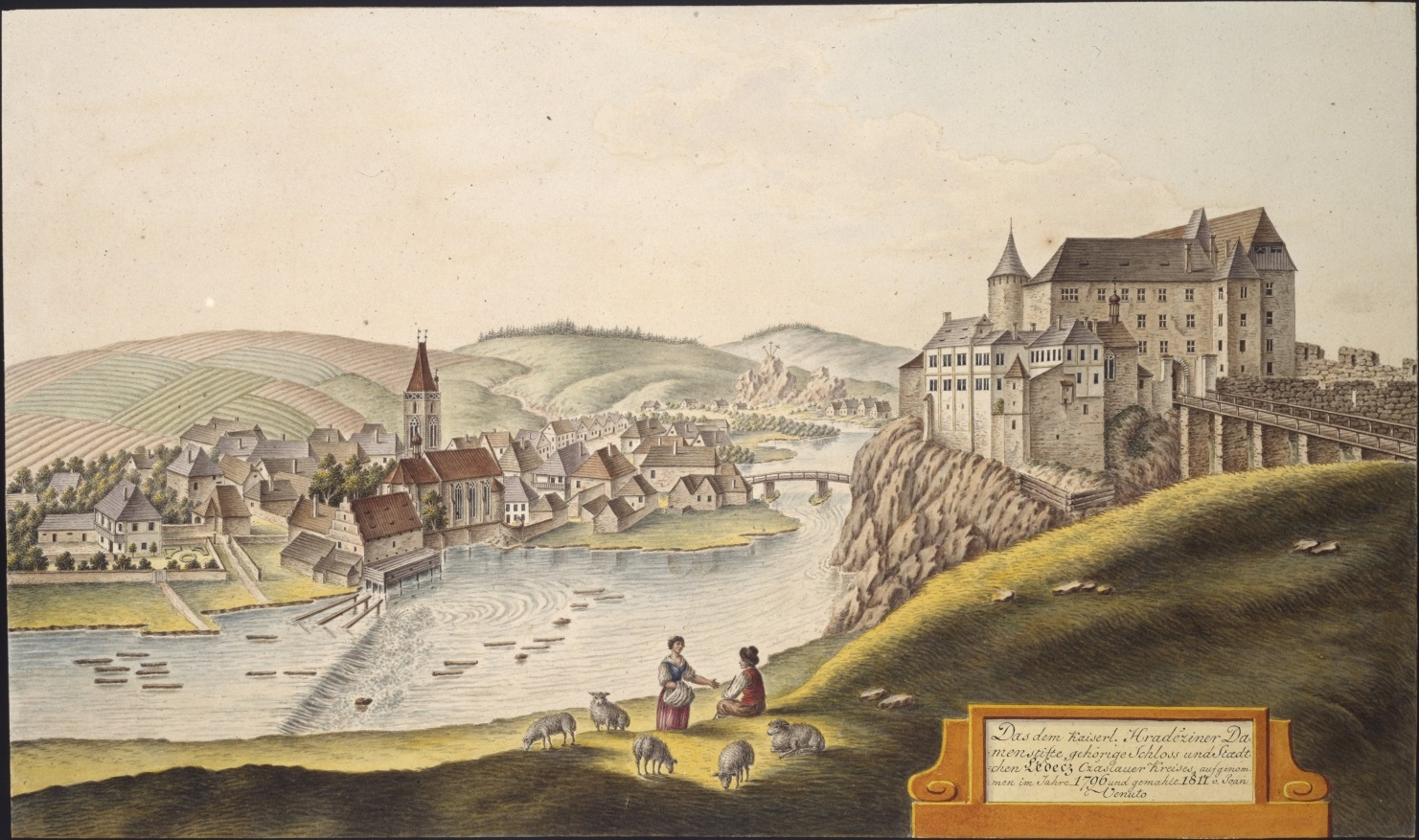
Hrad Ledeč nad Sázavou. Das dem Kaiserl. Hradcziner Damenstifte gehörige Schloss und Staedtchen Ledecz Czaslauer Kreises, aufgenommen im Jahre 1796 und gemahlt 1811 v. Joan. Venuto

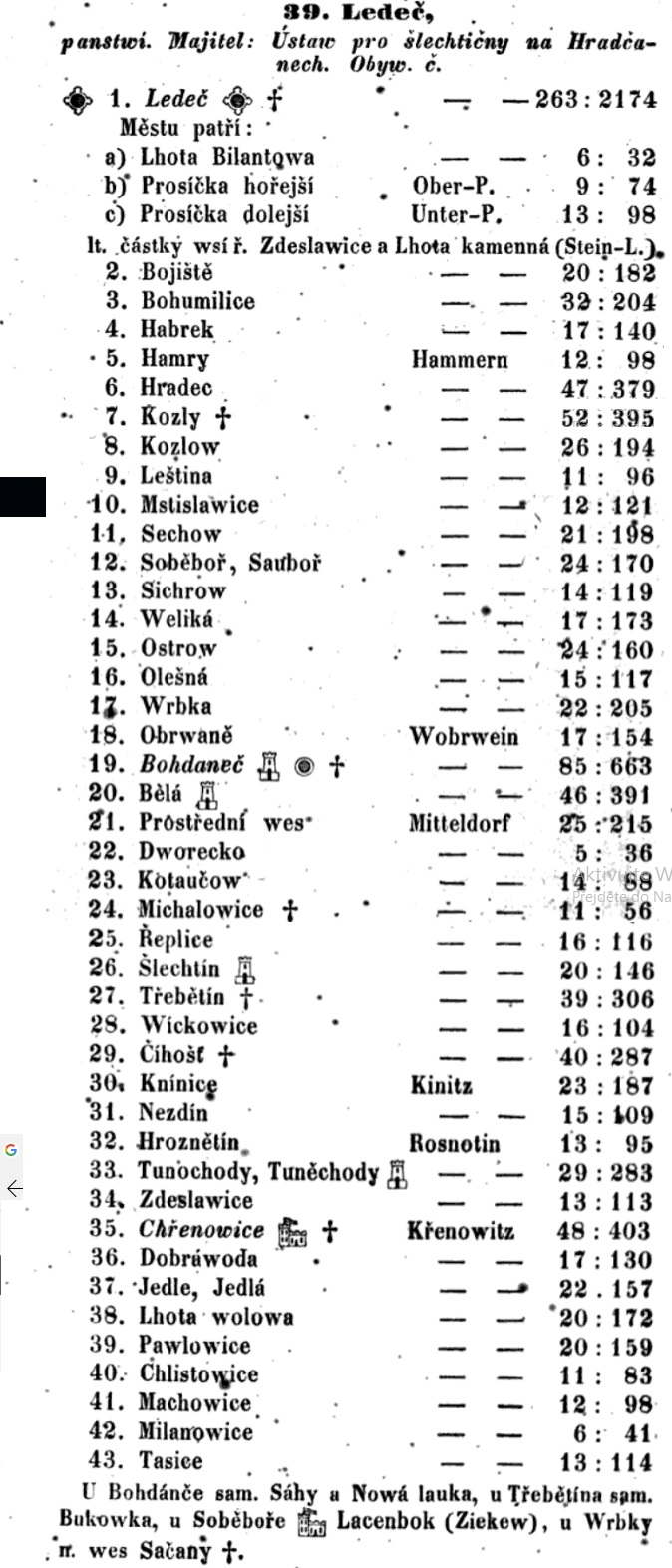
Panství Ledeč stav k roku 1847 počet obyvatel a domů k roku 1843

Ledečské panství byla historická správní jednotka v Čáslavském kraji, spadající pod patrimoniální správu jednoho feudálního vlastníka (pána) šlechtického původu (rodu).

## Majitelé
- 1181–12. října 1220 prvními doloženými majiteli Ledče byli páni z Ledče. První uvedený majitel Zikmund z Ledče, první zmínka o něm je z roku 1181, zemřel 12. října 1220.[1]
- okolo roku 1257 Vavřinec z Ledče[1][2]
- okolo roku 1262 Slávek z Ledče[1][2]
- okolo roku 1282 Bohuslav z Ledče[1][2]
- okolo roku 1309 Lipold z Ledče[1][2]
- okolo roku 1316 tři bratři, Heřman ze Zbyslavic, Mikuláš z Bělé a Zdeněk z Ledče.[1][2]
- okolo roku 1360 Záviš z Ledče.[1][2]
- kolem roku 1367 náležela Ledeč bratrům Petru, Divišovi a Václavu Říčanským z Ledče[1][2]
- po roku 1390 Mikuláš starší a Mikuláš mladší z Říčan a z Ledče[1][2]
- po roku 1442–1488 zdědili synové Mikuláše mladšího Jindřich († 1477) a Jan z Říčan a z Ledče[1][2]
- 1488–1541 zdědil syn Jana z Říčan a Ledče Burian Ledečský[1][2]
- 1541–1566 Zdeněk Meziříčský z Lomnice[1][2]
- 1566–13. prosince 1569. zdědil syn Jan Meziříčský[2]
- 1569–13. června 1588 Dědí Janova sestra Žofie, provdaná za Jaroslava Trčku z Lípy[2]
- 1588–1590 Dědí děti Jaroslava Trčky z Lípy[2]
- 1590–1591 koupil Burian Trčka z Lípy na Světlé a Velíši.[2]
- 1591–1594 Ledečské panství dědí synové Buriana Trčky z Lípy, Janu Rudolfovi, Maxmiliánovi a Burianovi Mikulášovi[2]
- 1594–1597 Maxmilián Trčka z Lípy[2]
- 1597–1598 Dědicem se stal bratr Jan Rudolf na Velíši, Kumburce, Světlé a Lipnici. 23. listopadu 1598 prodal panství své tchyni[2]
- 1598–1609 Magdaléna Lobkovicová ze Salmu a na Ledči odkázala svému manželovi Ladislavu staršímu z Lobkovic[2]
- 1609–1614 Dědí jeho syn Jan Mikuláš z Lobkovic a po něm dědí jeho žena.[1][2]
- 1614–1616 Eva Eusebie z Lobkovic[1][2]
- 1616–1634 Panství kupuje Janu Rudolfu Trčkovi z Lípy a na Světlé.[1][2]
- 1635–1636 konfiskované panství prozatímní správě Floriána Třebechovského[1][2]
- 1636–3. června 1663 Ferdinanda II. daroval Ledeč 6. července 1636 za věrné služby nizozemskému šlechtici Adriánovi, svobodnému pánu z Enkefurtu; po jeho smrti dědí syn Jan Ferdinand.[1][2]
- 1663–18. ledna 1677 Jan Ferdinand z Enkefurtu[1][2]
- 1677–1694 Panství kupuje Michal Osvald, hrabě z Thunu-Hohenštejna.[1][2]
- 1694–1703 Spravuje panství vdova Barbora Františka, rozená hraběnka ze Salmu a Neuburku.[1][2]
- 1703 – 11. listopadu 1718 Připadlo panství dcerám Osvalda, Eleonoře Barboře Kateřině, kněžně Lichtenštejnské a Marii Magdaléně, hraběnce Serényiové.[1][2]
- 1718 – 27. září 1723 Eleonora 11. listopadu 1718 darovala Ledeč svému synu Josefovi, knížeti z Lichtenštejna[1][2]
- 1723–1730 Josef, kníže z Lichtenštejna prodává panství Leopoldovi Ignáci, hraběti Věžníkovi na Ratiboři[1][2]
- 1730–1733 dědici panství se stali nezletilí synové Bernard Josef, Ignác a Petr Pavel. V letech 1730–1732 spravovala panství jejich matka Marie Alžběta Věžníková, rozená z Valdštejna[2]
- 1733–1740 V soudem nařízené dražbě kupuje Ledečské panství Ignác Věžník. Ten ještě týž rok umírá a záhy po jeho smrti i jeho syn Leopold Ondřej. Vdova po Ignáci Marie Anna, rozená ze Satzenhofu se provdává za hraběte z Verdugu.[1][2]
- 1740–1750 Františka Bechyňová, rozená hraběnka z Věžník[1][2]
- 1750–1753 Ignác, svobodný pán z Kochu[1][2]
- 1753–1763 Ledeč kupuje císařovna Marie Terezie, která ho po roce 1763 daruje Tereziánskému ústavu šlechtičen na Pražském hradě.[1][2]
- 1763–1936 Tereziánský ústav šlechtičen[1][2]

## Sídla na panství roku 1654
Místa v panství Ledečském z roku 1654, uvedená v berní rule
| Jméno obce              | hospodářů roku 1654 | poddaných roku 1651 |
| ----------------------- | ------------------- | ------------------- |
| Město Ledeč nad Sázavou | 179                 | 1083                |
| Ledečský zámek          |                     | 57                  |
| Kožlí                   | 27                  | 108                 |
| Ostrov                  | 10                  | 75                  |
| Sechov                  | 9                   | 63                  |
| Bohumilice              | 7                   | 52                  |
| Mstislavice             | 6                   | 40                  |
| Chřenovice              | 21                  | 120                 |
| Obrvaň                  | 6                   | 29                  |
| Jedlá                   | 7                   | 33                  |
| Pavlovice               | 9                   | 52                  |
| Bělá                    | 26                  | 62                  |
| Sychrov                 | 5                   | 24                  |
| Volavá Lhota            | 10                  | 28                  |
| Machovice               | 5                   | 14                  |
| Milanovice              | 3                   | 11                  |
| Kozlov                  | 10                  | 66                  |
| Olešná                  | 6                   | 23                  |
| Souboř                  | 7                   | 26                  |
| Habrek                  | 6                   | 17                  |
| Číhošť                  | 19                  | 101                 |
| Kynice                  | 15                  | 40                  |
| Hroznětín               | 8                   | 34                  |
| Tunochody               | 10                  | 52                  |
| Leština                 | 6                   | 23                  |
| Zdeslavice              | 4                   | 16                  |
| Vrbka                   | 12                  | 27                  |
| Bohdaneč                | 17                  | 74                  |
| Třebětín                | 20                  | 39                  |
| Víckovice               | 12                  | 19                  |
| Kotoučov                | 6                   | 35                  |
| Prostřední Ves          | 10                  | 38                  |
| Breuhas                 |                     | 24                  |
| Maierhof Hradetz        |                     | 14                  |
| Chalupen zu Hradetz     |                     | 19                  |
| Podola                  |                     | 10                  |
| Dobrawuda               |                     | 9                   |
| Veliká                  |                     | 7                   |
| Nezdín                  |                     | 4                   |
| Zdeslavice              |                     | 5                   |
| Bohdaneč                |                     | 18                  |
| Michalowicze            |                     | 7                   |
| Pawlikov                |                     | 12                  |
| Rzeplicze               |                     | 34                  |
| Ober Sluschin           |                     | 18                  |
| Undter Dluschin         |                     | 18                  |